# Waira
 (mai 2017).
Si vous disposez d'ouvrages ou d'articles de référence ou si vous connaissez des sites web de qualité traitant du thème abordé ici, merci de compléter l'article en donnant les références utiles à sa vérifiabilité et en les liant à la section « Notes et références ».

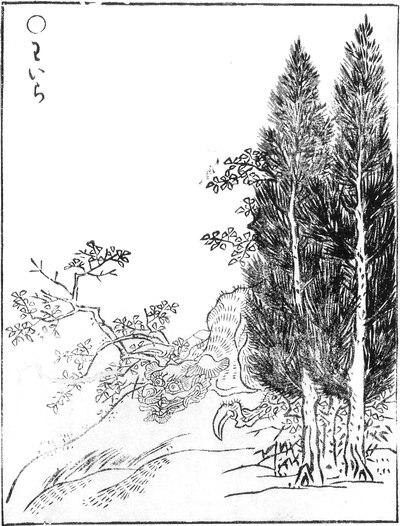

Un waira (わいら, déformation de kowai, « effrayant ») est un yōkai figurant dans le Gazu hyakki yagyō et dépeint comme une bête monstrueuse issue d'un crapaud ayant atteint un âge avancé.

## Description
Les waira sont décrits comme des énormes bêtes avec un corps à peu près similaire à celui d'une vache, portant sur chacun de ses quatre membres une unique griffe. Les mâles seraient d'une couleur proche du brun alors que les femelles seraient plus rouges. Ils vivraient loin dans les montagnes ou les bois, près de temples et sanctuaires abandonnés qu'ils garderaient, en compagnie d'un otoroshi, autre yōkai gardien. Ils se serviraient de leurs griffes pour creuser dans la terre afin de se nourrir.